# António Francisco Jaca
Pour les articles homonymes, voir Jaca (homonymie).
António Francisco Jaca, né le 3 novembre 1963 à Quessua (province de Malanje), est un prélat catholique angolais, évêque de Caxito.

## Biographie
Ordonné prêtre le 29 septembre 1990 par l'évêque de Malanje, Eugénio Salessu (de), il appartient à la Société du Verbe-Divin.
Le 22 juillet 2007, il est ordonné évêque de Caxito, un diocèse nouvellement créé par détachement de l'archevêché de Luanda.